# Holger Hammerich
Holger Aagaard Hammerich, född 20 november 1845 på Christianshavn, död 4 oktober 1915 i Köpenhamn, var en dansk ingenjör och högerpolitiker, son till Martin Johannes Hammerich.
Efter tre års studier vid Polyteknisk Læreanstalt i Köpenhamn och praktisk utbildning som ingenjör i USA var han 1874-1876 ingenjör vid Sydfynske Jernbane, 1870-1881 delägare i Tuxen & Hammerichs Maskinfabrik i Nakskov, 1881-1885 ingenjör vid De danske Sukkerfabrikker under byggandet av fabrikerna i Nakskov, Assens och Stege. År 1885 framställde han ett förslag till ordnandet av Köpenhamns bangårdsförhållanden, vars huvuddrag blev grundval för den senare genomförda ordningen, varför han även blev medlem av den 1898 i huvudstaden tillsatta bangårdskommissionen.
Åren 1887-93 var Hammerich medlem av Köpenhamns borgarrepresentation (stadsfullmäktige), från 1890 till sin död folketingsman (Højre), först vald i Nakskov och från 1895 i Köpenhamns sjätte valkrets, 1895-1898 medlem av finansutskottet, 1891 av Rigsdagen invald i Köpenhamns hamnråd och samtidig medlem av Frihamnsaktiebolagets styrelse, där han fick stort inflytande på utformningen av Frihamnen och dess omgivningar. Under sina sista levnadsår utarbetade han även planer för en ombyggnad av bangården i Århus, vilka fick betydelse för de förändringar som senare genomfördes. Han var även chef för byggandet av de enskilda järnvägarna Masnedsund-Kallehave och Næstved-Præstø. Dessutom tillhörde han styrelserna för en rad aktiebolag och var medlem av den 1901 tillsatta kommissionen bekämpande av tuberkulosen.

## Utmärkelser
- Dannebrogsmännens hederstecken,  1904[2]
- Kommendör av Dannebrogorden,  1911[2]

[Redigera Wikidata]